# Ivy (Album)
Ivy ist das Debütalbum der deutschen Popsängerin Ivy Quainoo. Es erschien am 2. März 2012.

## Entstehungsgeschichte
Nachdem Ivy Quainoo am 10. Februar 2012 die Finalshow von The Voice of Germany gewann, wurde bereits am 17. Februar 2012 ihre erste Single Do You Like What You See veröffentlicht. Diese erreichte Platz 2 der Single-Charts in Deutschland. Der Titel wurde von Djorkaeff (Budde Music/MPMV), Beatzarre (Aquarium Songs/BMG) und Sylvia Gordon (Downtown Music) während eines Songwriting-Camps im November 2010 in New York City geschrieben. Budde Music ist außerdem an den Liedern Walk Man und You Can’t Put a Price on Love beteiligt. Ivy Quainoo wirkte an der Entstehung ihres Albums aktiv mit. So wurde sie unter anderem in die Songauswahl einbezogen. Sämtliche Lieder entstanden unter Zuhilfenahme von Songwritern und Musikproduzenten in relativ kurzer Zeit nach dem Gewinn der Casting-Show. Als Gäste sind Boss Burns und Hoss Power von The BossHoss, die Coaches von Quainoo bei The Voice of Germany, beim Lied I Say a Little Prayer (im Original von Dionne Warwick) vertreten, welches diese selbst auf ihrem Album Rodeo Radio bereits gecovert hatten. Zudem wurde der Finaltitel Shake It Out in der Liveversion zusammen mit der Urheberin Florence + the Machine dem Album beigefügt.
Zum Teil befinden sich Coverversionen auf dem Album. Neben den bereits genannten handelt es sich dabei um Shark in the Water von VV Brown, Soul Suckers von Amos Lee und You Can’t Put a Price on Love von The Knack.
Das Album erschien am 2. März 2012 über das Label von The Voice of Germany im Vertrieb von Universal Music. Direkt nach Erscheinen erreichte das Album Platz 1 der iTunes-Charts.
Am 7. Juni erschien die zweite Singleauskopplung You Got Me als Remixes-Version und das dazugehörige Musikvideo. Das Album und die erste Single Do You Like What You See wurde mit Gold-Status ausgezeichnet. Am 16. November erschien eine Gold Edition auf dem drei neue Songs enthalten waren.

## Musikstil
Musikalisch ist das Album sowohl im Soul- als auch im Pop-Genre angesiedelt und lebt vor allem von Quainoos charakteristischem Soulgesang.

## Titelliste
1. Do You Like What You See – 4:02
2. Shark in the Water – 3:00
3. Break Away – 4:39
4. Walk Man – 3:10
5. You Got Me – 3:02
6. I Say a Little Prayer (mit The BossHoss) – 3:08
7. Whatever You Do – 2:43
8. Glass Houses – 3:13
9. You Can’t Put a Price on Love – 3:00
10. Richest Girl – 3:51
11. Castles – 3:24
12. Pure – 3:07
13. Soul Suckers – 2:49
14. Shake It Out (live) (feat. Florence + the Machine) – 3:11

Die Deluxe Edition enthält zusätzlich eine Video-DVD mit folgenden Titeln:
1. Do You Like What You See (Musik Video)
2. Making of Musik Video
3. Die Highlights von Ivy

Gold Edition:
1. Men Do What They Can – 3:30
2. Who You Are (feat. Stanfour) – 3:50
3. Not a Lady (Hotelroom Demo) – 1:46
4. You Got Me (Musik Video)
5. ZDF Bauhaus - Live in Concert

## Singleauskopplungen
| Jahr | Titel Album              | Höchstplatzierung, Gesamtwochen, AuszeichnungChartplatzierungen (Jahr, Titel, Album, Platzierungen, Wochen, Auszeichnungen, Anmerkungen) | Höchstplatzierung, Gesamtwochen, AuszeichnungChartplatzierungen (Jahr, Titel, Album, Platzierungen, Wochen, Auszeichnungen, Anmerkungen) | Höchstplatzierung, Gesamtwochen, AuszeichnungChartplatzierungen (Jahr, Titel, Album, Platzierungen, Wochen, Auszeichnungen, Anmerkungen) | Anmerkungen                                                |
| Jahr | Titel Album              | DE | AT | CH | Anmerkungen                                                |
| ---- | ------------------------ | --- | --- | --- | ---------------------------------------------------------- |
| 2012 | Do You Like What You See | DE2 (15 Wo.)DE | AT8 (13 Wo.)AT | CH12 (6 Wo.)CH | Erstveröffentlichung: 17. Februar 2012 Verkäufe: + 150.000 |
| 2012 | You Got Me               | DE31 (6 Wo.)DE | AT61 (2 Wo.)AT | CH61 (2 Wo.)CH | Erstveröffentlichung: 8. Juni 2012                         |
| 2012 | Who You Are              | DE49 (3 Wo.)DE | — | — | Erstveröffentlichung: 16. November 2012 feat. Stanfour     |

## Rezeption

### Rezensionen
Musikalisch ist das Album sowohl im Soul- als auch im Pop-Genre angesiedelt und lebt vor allem von Quainoos charakteristischem Soulgesang. Stern TV sagt, die Künstlerin gelte als „neue Soul-Stimme Deutschlands“ und das Album sei „auf die Sängerin zugeschnitten und daher authentisch“. Das Magazin lobte zudem das Show-Konzept.

### Charts und Chartplatzierungen
Ivy erreichte in Deutschland Rang fünf der Albumcharts und konnte sich fünf Wochen in den Top 10 sowie 23 Wochen in den Charts platzieren. In Österreich erreichte das Album in 15 Chartwochen mit Rang elf seine höchste Chartnotierung. In der Schweizer Hitparade erreichte das Album Rang zehn und platzierte sich eine Woche in den Top 10 sowie neun Wochen in den Charts. Für Quainoo ist es der erste Album-Charterfolg. Bis heute konnte sich in allen drei Ländern kein Album höher und länger von Quainoo in den Albumcharts platzieren, in Österreich und der Schweiz ist es ihr einziger Charterfolg in den Albumcharts. 2012 platzierte sich das Album auf Rang 41 der deutschen Album-Jahrescharts sowie auf Rang vier der deutschen Newcomer-Jahrescharts.
| ChartsChartplatzierungen | Höchstplatzierung | Wochen |
| ------------------------ | ----------------- | ------ |
| Deutschland (GfK)        | 5 (23 Wo.)        | 23     |
| Österreich (Ö3)          | 11 (15 Wo.)       | 15     |
| Schweiz (IFPI)           | 10 (9 Wo.)        | 9      |

| ChartsJahrescharts (2012) | Platzierung |
| ------------------------- | ----------- |
| Deutschland (GfK)         | 41          |

### Auszeichnungen für Musikverkäufe
Das Album erhielt noch im Jahr seiner Veröffentlichung eine Goldene Schallplatte für 100.000 verkaufter Einheiten in Deutschland. Es handelt sich um die einzige Albumzertifizierung in Quainoos Karriere, womit es sich um das kommerziell erfolgreichste Album von ihr handelt.

| Land/Region        | Auszeichnungen für Musikverkäufe (Land/Region, Auszeichnung, Verkäufe) | Verkäufe |
| ------------------ | ---------------------------------------------------------------------- | -------- |
| Deutschland (BVMI) | Gold                                                                   | 100.000  |
| Insgesamt          | 1× Gold ·                                                              | 100.000  |